# 任婉容
任婉容，北宋徽宗的妃嫔。北宋时为正二品婉容。
1127年，靖康之变時，她和徽宗、钦宗等皇族為金军俘虏，同时被金国人北虏的宋徽宗的妃嫔还有王貴妃、喬貴妃、韋賢妃、王婉容、閻婉容、王婕妤、小王婕妤、崔美人。